# Rắn cạp nia bắc
Rắn cạp nia bắc hay rắn cạp nia Trung Quốc, rắn mai gầm bạc, cạp nia miền bắc, cạp nia Đài, kim tiền bạch hoa xà, rắn hổ khoang, rắn vòng bạc ngù cáp tan (tiếng Tày) (danh pháp hai phần: Bungarus multicinctus) là một loài cạp nia thuộc họ Rắn hổ, có phạm vi phân bố trải dài ở nhiều khu vực thuộc miền trung và miền nam Trung Quốc cũng như Đông Nam Á. Loài này được nhà khoa học Edward Blyth mô tả lần đầu vào năm 1861. Rắn cạp nia bắc có đặc điểm nhận dạng khá đặc trưng khi sở hữu những vạch trắng đen (hoặc đen ngả xanh) nằm xen kẽ trên cơ thể, đồng thời chiều dài trung bình của chúng có thể đạt từ 1 đến 1,5 m (3,5 đến 5 ft). Loài này được tìm thấy ở độ cao đến 1.300 mét (4.300 ft), dù chúng thường được tìm thấy ở các khu vực thấp, đặc biệt là vùng cây bụi, rừng cây gỗ, các cánh đồng canh tác và rừng ngập mặn. Rắn cạp nia bắc có hai phân loài được biết tới, gồm Bungarus multicinctus multicinctus và Bungarus multicinctus wanghaotingi.

## Phân loại
Nhà động vật học và dược sĩ người Anh Edward Blyth đã nhận diện rắn cạp nia bắc là một loài mới vào năm 1861, lưu ý rằng chúng có nhiều khoang hơn cả rắn cạp nong (Bungarus fasciatus). Loài rắn này vẫn giữ nguyên danh pháp khoa học là Bungarus multicinctus. Tên chi của rắn cạp nia bắc là phiên âm Latin của từ baṅgāru trong tiếng Telugu, hiểu nôm na là "rắn cạp nia". Trong khi đó, tên loài multicinctus bắt nguồn từ các từ Latin multi- – dạng kết hợp của multus (nhiều) – và cinctus – quá khứ phân từ của cingere (vây quanh, giống như các khoang của rắn). Tên thường gọi tiếng Anh của loài này là "krait" bắt nguồn từ tiếng Hindi (करैत karait), vốn dựa trên một từ thuộc ngôn ngữ Sanskrit (काल kāla) có nghĩa là "đen".

## Mô tả
Loài rắn cạp nia bắc có kích thước từ trung bình đến lớn, dài 1 đến 1,5 mét (3,3 đến 4,9 ft) và dài tối đa 1,85 mét (6,1 ft).

## Nọc độc
Nọc đọc loài rắn này chủ yếu là các chất độc thần kinh tiền và hậu tiếp hợp (có tên gọi α-bungarotoxin và β-bungarotoxin trong số các loại độc tố khác). Lượng nọc độc trung bình lấy từ rắn nuôi là khoảng 4,6 mg—18,4 mg mỗi nhát cắn. Nọc độc có độc tính cao với giá trị LD50 đạt 0,09 mg/kg—0.108 mg/kg SC, 0,113 mg/kg IV và 0,08 mg/kg IP ở chuột nhắt. Đây là loài rắn độc thứ 4 trên thế giới (Ernst and Zug et al. 1996).